# Asociația de Fotbal din Guam
Asociația de Fotbal din Guam este forul ce guvernează fotbalul în Guam. Se ocupă de organizarea echipei naționale și a campionatului.